# Dorothy Gulliver
Dorothy Kathleen Gulliver (6 de setembro de 1908 - 23 de maio de 1997) foi uma atriz de cinema estadunidense que iniciou sua carreira na era do cinema mudo, sendo uma das poucas a se manter  em atividade com o advento do cinema sonoro. Atuou em 96 filmes entre 1926 e 1976.

## Biografia
Dorothy nasceu em Salt Lake City, Utah, e teve sua chance de ir para Hollywood quando ganhou um concurso de beleza em Salt Lake City, patrocinado pela Universal Pictures. Assinou contrato com a Universal após o bem sucedido teste de tela, e trabalhou para o estúdio durante muitos anos.
Foi uma das "WAMPAS Baby Star" de 1928. The WAMPAS Baby Stars foi uma campanha promocional, patrocinada pela United States Western Association of Motion Picture Advertisers, uma associação de anunciantes de cinema, que homenageava treze (quatorze em 1932) jovens mulheres a cada ano, as quais eles acreditavam estarem no limiar do estrelato cinematográfico. Elas foram selecionadas a partir de 1922, até 1934, e eram premiadas anualmente e homenageadas em uma festa chamada WAMPAS Frolic.
O primeiro filme de Gulliver foi o seriado The Winking Idol, em 1926, para a Universal Pictures, ao lado de William Desmond. Atuou ao lado de atores como William Desmond, Jack Hoxie e Hoot Gibson e grande parte de seus filmes foi em curta-metragem, para a Universal.
Fez parte da série silenciosa The Collegians, nos anos 1920. A série foi produzida pela Universal, e durou quatro anos, com 44 filmes que retratavam o dia-a-dia da vida colegial.
Com o advento do som no cinema, Gulliver se tornou uma heroína popular em westerns dos anos 1930, tais como os seriados The Galloping Ghost, The Phantom of the West, The Shadow of the Eagle, The Last Frontier e Custer's Last Stand. Atuou também ao lado de John Wayne, Rex Lease, Tim McCoy, Jack Hoxie, Tom Tyler e Wild Bill Elliott.
Aos poucos, foi fazendo papéis menores, não-creditados, a ponto de, no filme King Kong (1933), ser creditada apenas como ”girl”. Permaneceu ativa até 1976, tendo ainda um papel importante no filme Faces, em 1968. Seu último filme foi Won Ton Ton: The Dog Who Saved Hollywood, pela Paramount Pictures, em 1976, onde fazia uma velha senhora  em um ônibus.
Dorothy morreu em Valley Center, Califórnia, em 23 de maio de 1997, aos 88 anos, de pneumonia. Foi cremada e suas cinzas foram espalhadas.

## Vida familiar
Foi casada duas vezes: com Chester De Vito, de quem se divorciou, e com o assistente de direção Jack R. Proctor.

## Filmografia parcial
- The Winking Idol (1926)
- Strings of Steel (1926).
- The Collegians (1926), 44 episódios
- The Shield of Honor (1927)
- The Phantom of the West (1931)
- The Galloping Ghost (1931)
- The Shadow of the Eagle (1932)
- The Last Frontier (1932)
- King Kong (1933)
- Stand Up and Cheer! (1934)
- Custer's Last Stand (1936)
- Faces (1968)
- Won Ton Ton: The Dog Who Saved Hollywood (1976)